# 루야오
루야오(路遥, 1949년 12월 3일 ~ 1992년 11월 17일)는 중화인민공화국 작가 겸 정치가이다.
그의 소설 중 대표작에는 《평범적 세계》 등이 있다.